# Aglio rosa di Lautrec
L'aglio rosa di Lautrec è un prodotto ortofrutticolo francese a indicazione geografica protetta, riconoscimento che ha ottenuto nel 1996, trent'anni dopo aver ricevuto un altro riconoscimento nazionale, la Label Rouge, di cui è stato peraltro il primo prodotto alimentare a beneficiare.

## Caratteristiche del prodotto
Come certificato dalla Label Rouge, l'aglio rosa di Lautrec è caratterizzato da spicchi di colore rosa intenso, dalla sua lunga quiescenza, che permette di prolungarne la commercializzazione fino alla primavera, e da un rigido scapo floreale, che consente di farne dei grappoli (detti "manouilles") per la presentazione.

## Area geografica
L'area geografica di produzione dell'aglio rosa di Lautrec è stata delimitata tenendo conto delle tradizioni storiche di coltivazione e delle caratteristiche del terreno. Essa si estende su una superficie di circa 360 ettari che comprende 87 comuni del dipartimento occitano del Tarn, tra cui spicca Lautrec, da cui il prodotto prende il nome, siti in una regione dai terreni argillosi-calcarei.

## Coltivazione
Gli appezzamenti di aglio vengono preparati in autunno, con la semina dei bulbi che avviene tra dicembre e gennaio. Dalla pianta che si sviluppa, che conta generalmente una dozzina di foglie, a giugno emerge il peduncolo floreale, che viene tagliato manualmente onde preservare le riserve di nutrienti nei bulbi interrati. La raccolta avviene circa tre settimane dopo, tra il 20 giugno e il 15 luglio, con l'aglio che viene tradizionalmente raccolto con tutte le foglie e appeso a seccare per non meno di due settimane in un luogo ombroso e arieggiato. Altri due metodi di raccolta, l'intermedio e il depicciolato, prevedono che l'aglio venga posto a essiccare in silos a ventilazione dinamica dopo essere stato raccolto rispettivamente con le foglie o senza.
Tra le principali minacce alla buona riuscita del raccolto figurano due malattie: la ruggine dell'aglio, causata dal fungo Puccinia porri (precedentemente noto come Puccinia allii) e che punteggia le foglie dell'aglio con macchie arancioni, fino a farle seccare, e la cosiddetta malattia del caffellatte, causata dal batterio Pseudomonas fluorescens, che porta a un caratteristico scolorimento delle tuniche dell'aglio fino ad un colore bruno più o meno accentuato e alla morte in campo delle piante, che si putrefanno.

## Storia
Secondo la leggenda, risalente al Medioevo, un giorno un mercante di passaggio si sarebbe fermato in una locanda di Lautrec e, non avendo soldi per pagare, avrebbe lasciato come pagamento alcuni spicchi di aglio rosa che l'albergatore avrebbe poi piantato. Grazie all'ottimo terreno trovato, la coltivazione si sarebbe poi via via sviluppata.
Nel 1959, un gruppo di produttori si riunì per strutturare il settore, difenderlo e promuoverlo e sette anni più tardi l'aglio rosa di Lautrec ottenne la Label Rouge, che ne certificò definitivamente l'elevata qualità. Nel 1996 è arrivata poi l'Indicazione Geografica Protetta, denominazione oggi difesa e gestita dal Syndicat de défense du Label Rouge Ail Rose et de l'IGP Ail rose de Lautrec, avente sede a Lautrec, mentre la società Qualisud4 funge da organismo di controllo.

## Gastronomia
Ritenuto da molti l'aglio più zuccherato e delicato della cucina internazionale, l'aglio rosa di Lautrec si consuma preferibilmente crudo, beneficiare di tutte le sue proprietà, ma anche cotto, in abbinamento a insalate, carni, verdure e legumi. Piatto tipico che lo vede protagonista è la zuppa all'aglio rosa di Lautrec, realizzata facendo bollire gli spicchi d'aglio in acqua, latte o brodo di pollo, e gustata su pane arrostito e agliato, irrorato d'olio, o utilizzata per cuocere la pasta, a seconda della ricetta.

## Festa
A partire dal 1971, il primo venerdì di agosto si tiene a Latruec la "Festa dell'aglio rosa di Lautrec" che, dal 2014, si svolge nell'arco di due giorni, venerdì e sabato. Nel corso della manifestazione si svolgono vari eventi legati all'aglio tra cui il concorso per composizioni artistiche realizzate interamente con aglio, quello per i mazzi realizzati dai produttori, per la migliore torta all'aglio rosa e altri ancora.